# سوزانا فوكس
سوزانا روجرز فوكس (بالإنجليزية: Susannah Fox)‏ باحثة أمريكية في مجال الرعاية الصحية وتكنولوجيا المعلومات، تولت رئاسة قسم التكنولوجيا في وزارة الصحة والخدمات الإنسانية الأمريكية من مايو 2015 إلى يناير 2017. عملت قبل ذلك في مركز بيو للدراسات مدة 14 عامًا حيث درست تأثير تكنولوجيا المعلومات على الرعاية الصحية، كما شاركت في الإطلاق الأولي لموقع يو إس نيوز ريبورت الإلكتروني عام 1995.

## التعليم والحياة الباكرة
حصلت على شهادة البكالوريوس في الأنثروبولوجيا «علم الإنسان» من جامعة ويسليان عام 1992. عملت بعد تخرجها في معهد هاروود في بيثيسدا بولاية ماريلاند وعملت بعدها في شبكة ريل نيتووركس. انضمت عام 1995 إلى الشركة الإخبارية «يو إيس نيوز آند وورد ريبورت»، وساعدت في إطلاق الموقع الإلكتروني التابع للشركة في نفس العام وأصبحت رئيسة تحريرها عام 1999.
عملت فوكس من العام 2000 في مركز بيو للدراسات مدة 14عامًا كمدير للأبحاث حول الصحة والتكنولوجيا المتمركزة حول المستهلك. درست فوكس التأثير الاجتماعي للتكنولوجيا على الرعاية الصحية بما في ذلك دراسة المرضى ومقدمي الرعاية الصحية، الذين كانوا يجمعون المعلومات التشخيصية ويصممون أدواتهم الطبية لحل المشاكل الخاصة التي تواجههم، ما دفعها لاحقًا إلى تقدير ثقافة الصناع باعتبارها مصدرًا واعدًا للابتكار في مجال الرعاية الصحية، وإلى دعم التقليل من العوائق التي يواجهها المبتكرون ذوو الخلفيات غير التقليدية، باستخدام طرق عدة، كتحسين الأدوات الطبية الموجودة واستخدام الطابعة ثلاثية الأبعاد في تصميم أجهزة جديدة.
بعد عملها في مركز بيو، أمضت فوكس سنة كريادية أعمال في مؤسسسة روبرت وود جونسون.

## وزارة الصحة والخدمات الإنسانية الأمريكية
ترأست فوكس قسم التكنولوجيا في وزارة الصحة والخدمات الإنسانية الأمريكية من مايو 2015 إلى يناير 2017 وذلك في الفترة الرئاسية الأخيرة للرئيس باراك أوباما. أُنشئ المنصب في عهد إدارة أوباما ليكون جسرًا إلى المجتمع التكنولوجي والريادي في وادي سيليكون، وللتنسيق مع مكتب سياسات العلوم والتكنولوجيا في البيت الأبيض، أكثر من كونه وسيلة للتركيز على تلبية الحاجات التقنية اليومية للوكالة.
لم تكن فوكس مهندسة، لكنها استخدمت خلفيتها الدراسية في علم الإنسان لتصل بين متخصصي الرعاية الصحية والحلول الهيكلية وكانت تسمي نفسها «أخصائية جيولوجيا إنترنت».

## حياتها الشخصية
والد فوكس منفذ حسابات في بي إم آي ووالدتها محررة في صحيفة فيلادلفيا. تزوجت إريك آيان هولبرين وهو محامي قضايا في 1998.